# Els miserables (pel·lícula de 2019)
Els miserables és una pel·lícula dramàtica francesa del 2019 dirigida per Ladj Ly en el seu debut com a llargmetratge en la direcció, a partir d'un guió de Ly, Giordano Gederlini i Alexis Manenti, basat en el curtmetratge de Ly del mateix nom del 2017. Manenti el protagonitza amb Damien Bonnard, Djebril Zonga, Issa Percia, Al-Hassan Ly, Steve Tientcheu, Almany Kanoute i Nizar Ben Fatma. El 23 d'abril de 2022 es va estrenar el doblatge en català a La 2.
Pel·lícula, rodada a la comuna de Montfermeil després del Copa del Món de Futbol de 2018, es basa en un fet real de violència policial que va tenir lloc a la ciutat el 14 d'octubre de 2008, i va ser observat i filmat per Ly. La història segueix diversos personatges de la comuna, ja que el robatori d'un adolescent es converteix en l'amenaça d'una gran crisi. El títol de la pel·lícula és una referència a la novel·la homònima de Victor Hugo de 1862, escrita a Montfermeil i parcialment ambientada en ella; a la novel·la, Montfermeil és també l'escenari de la trobada de Jean Valjean i Cosette, una noia maltractada pels seus pares adoptius. La pel·lícula mostra abusos contra ciutadans pobres, especialment adolescents d'ètnies Àfrica subsahariana o magribina, subratllant així la continuïtat del destí dels pobres a Montfermeil.
Es va estrenar el 15 de maig de 2019 al Festival de Canes, on va guanyar el Premi del Jurat. Es va estrenar a França el 20 de novembre de 2019 i va rebre elogis de la crítica, obtenint dotze nominacions als premis César i guanyant-ne quatre, inclosa la millor pel·lícula. Entre altres distincions, va ser seleccionada com a entrada francesa a l'Oscar a la millor pel·lícula de parla no anglesa als 92è Premis de l'Acadèmia, aconseguint finalment la nominació.

## Sinopsi
La pel·lícula comença amb imatges de la multitud a París celebrant la victòria de l'equip francès a la Copa del Món de Futbol de 2018 a l'avinguda dels Camps Elisis, que s'havia percebut i celebrat a França com un moment de germanor entre persones de diferents classes socials. o ètnies.
Poc després, Stéphane Ruiz, un agent de policia que recentment es va traslladar a París i es va unir a la brigada anticriminal, ha estat assignat a treballar amb el líder de l'esquadra Chris i el brigada Gwada de servei a la propera ciutat de Montfermeil. Chris sovint abusa agressivament del seu poder contra els adolescents, i Gwada és complaent amb aquest abús; mentre se sent malestar, Stéphane no interfereix. Mentrestant, Issa, un conegut delinqüent juvenil, roba Johnny, un cadell de lleó d'un circ, fent que el seu propietari Zorro vagi a un home conegut com "l'alcalde" i amenaci amb tornar amb armes de foc si Johnny no és retornat. Chris i la seva esquadra tenen la tasca de trobar i recuperar el cadell.
Un dels amics d'Isa fa una foto d'Isa amb el cadell i la publica a Instagram, cosa que fa que Chris esbrini que Issa és el culpable. El persegueixen, el capturen i l'emmanillen, però afirma que el cadell havia fugit. Els amics d'Issa ataquen llavors els tres agents, llançant-los coses per evitar que puguin acollir Issa. Quan Issa intenta fugir, Gwada, després d'haver-se esgarrat accidentalment durant la persecució, li dispara a la cara amb una bola de flaix. Els amics d'Issa es dispersen, però l'esquadra s'adona que han estat filmats per un dron, que s'escapa. Mentre Stéphane vol portar Issa ferit a un hospital, Chris i Gwada es neguen i, en canvi, el trio va amb ells a la recerca del propietari del dron.
El trio arriba a un contacte veïnal de Chris, deixant Issa al seu càrrec i utilitzant la informació que li va donar aquell contacte per trobar Buzz, l'adolescent al qual pertany el dron, obligant-lo a fugir abans de poder penjar el vídeo. Buzz, que encara porta la targeta de memòria del dron, fuig de l'esquadró i es refugia amb Salah, propietari d'un restaurant i membre clau de la comunitat islàmica local. Tant l'esquadra com l'alcalde, després d'haver-se assabentat, arriben al restaurant de Salah. Després d'un tens enfrontament durant el qual Chris intenta detenir il·legalment Buzz, Ruiz convenç Salah perquè li doni la targeta de memòria, afirmant que el tiroteig d'Issa va ser només un accident.
Després de recuperar Issa i el cadell (que va ser vist a prop d'ells), l'esquadró els porta al circ. Tot i que a Issa se li demana disculpes, Zorro intenta tancar-lo dins d'una gàbia amb un lleó completament adult, espantant Issa de tal manera que es pixa i faci que Stéphane gairebé dispari el lleó fins que finalment Issa el deixa anar. Decidint que Issa ha après la lliçó, Chris el deixa i l'adverteix que no expliqui a ningú el que va passar i, si se li pregunta sobre la seva lesió, li diu que va relliscar i va caure. Al vespre, els personatges implicats en l'esdeveniment d'aquell dia aparentment tornen a la seva vida normal, alguns amb signes visibles d'angoixa i dubte. Issa, a qui se li havia dit anteriorment que el seu pare no el volia tornar a casa a causa del seu comportament, està assegut sol en un sofà en ruïnes, traumatitzat. Més tard aquella nit, Ruiz es troba amb Gwada en un bar i li diu que sap que no es pot disparar una bola de flaix per accident i que, per tant, Gwada havia disparat intencionadament a Issa. Gwada culpa el seu estrès i els nens per aclaparar-lo, i Stéphane, tot i que no està convençut, deixa Gwada amb la targeta, dient-li que "fes el que has de fer".
L'endemà, l'esquadró, mentre està de patrulla, és atacat per un petit grup dirigit per Issa. Els persegueixen, caient al parany d'Issa i acaben sent agredits per un grup d'adolescents molt més nombrós, deixant-los atrapats per tots els costats en una caixa d'escales i lluitant per la seva vida. Chris queda ferit quan li trenquen una ampolla a la cara i el cotxe de seguretat que Stéphane demana per ràdio és immediatament destruït pels adolescents, obligant els policies de seguretat a fugir. També ataquen l'oficina de l'alcaldia i acaben apallissant-lo i tirant-lo per les escales. Stéphane surt per la porta més propera, demanant ajuda, i és la porta de l'apartament de Buzz; no obstant això, Buzz tanca encara més la porta. Issa encén un còctel molotov i es prepara per acabar l'esquadró amb ell, portant Stéphane a apuntar-li l'arma i advertir-lo que no ho faci. La pantalla es torna negre mentre Issa i Stéphane intenten decidir què fer després i apareix una cita d'Els miserables de Victor Hugo: "Recordeu-ho, amics meus: no hi ha coses com plantes dolentes o homes dolents. Només hi ha mals cultivadors".

## Repartiment
- Damien Bonnard com Stéphane / Pento.
- Alexis Manenti com Chris.
- Djibril Zonga com Gwada.
- Issa Perica com Issa.
- Al-Hassan Ly com Buzz.
- Steve Tientcheu com l'alcalde.
- Almamy Kanoute com Salah.
- Jeanne Balibar com la comissionada.
- Raymond Lopez com Zorro.
- Omar Soumare com Macha.
- Sana Joachaim com Bintou.
- Lucas Omiri com Slim.
- Nazar Ben Fatma com La Pince.

## Producció
A l'octubre de 2018, es va anunciar que Damien Bonnard, Alexis Manenti i Djebril Zonga s'havien unit al repartiment de la pel·lícula, amb Ladj Ly dirigint des d'un guió que va escriure al costat de Giordano Gederlini i Alexis Manenti.

## Estrena
La pel·lícula es va estrenar al Festival de Canes el 15 de maig de 2019. Poc després, Amazon Studios va adquirir els drets de distribució nord-americana de la pel·lícula. També es va projectar al Festival Internacional de Cinema de Toronto el 10 de setembre de 2019. Va ser llançat a França el 20 de novembre de 2019 per Le Pacte. Es va estrenar als Estats Units el 10 de gener de 2020.

## Recepció
Els miserables va recaptar $330.181 als Estats Units i Canadà i $18.5 milions als altres territoris d'arreu del món de $18.9 milions.
L'agost del 2020 el 86% de les 155 ressenyes compilades a l'agregador de revisions Rotten Tomatoes són positives, amb una qualificació mitjana de 7,47/10. El consens crític del lloc web diu: "Els miserables transcendeix la seva difícil història amb idees convincents i una energia infecciosa que bull durant un emocionant acte final." A Metacritic, la pel·lícula té una puntuació mitjana ponderada de 78 sobre 100, basada en a 32 crítics, indicant "ressenyes generalment favorables."

### Reaccions polítiques
Le Journal du dimanche va revelar que Emmanuel Macron estava "molest per l'exactitud" d'Els miserables, tant que "va demanar al govern que s'afanyés a trobar idees i actués per millorar les condicions de vida a les banlieues". Jacques Dion, a Marianne, va dir que "[Macron] mai no hauria sentit a parlar del pla Borloo per les banlieues que ell mateix havia abandonat".
Persones com Jean-Louis Borloo van donar suport la pel·lícula, i Valérie Pécresse va escriure en un tuit: "Orgullós que la regió donés suport a #LesMiserables una autèntica pel·lícula sobre el banlieue, que ens alerta de la necessitat absoluta d'un pla per als banlieues cosa que elimina els barris gueto, amb una estratègia real de deu anys!"

## Premis
Va ser seleccionada per competir per la Palma d'Or al 72è Festival Internacional de Cinema de Canes, on va guanyar el premi del jurat. Va ser seleccionada com a entrada francesa a l'Oscar a la millor pel·lícula de parla no anglesa als Premis Oscar de 2019, formant part de la llista de desembre, i posteriorment va ser nominada. La pel·lícula va rebre 3 nominacions als 32è Premis del Cinema Europeu, a la millor pel·lícula, millor guionista i descobriment europeu, guanyant aquest últim. La pel·lícula va obtenir 11 nominacions als premis César i va obtenir 4: millor pel·lícula, millor muntatge, actor més prometedor (per Alexis Manenti) i premi del públic.